# آندرس کورک
آندرس کورک (استونیایی: Andres Kork؛ زادهٔ ۱۵ آوریل ۱۹۵۰) سیاستمدار و نماینده سابق مجلس اهل استونی است.